# 張鳴謙
張鳴謙（英語：Paul Francis Zhang Ming-qian，1917年10月26日—2005年7月24日，聖名：保祿），天主教中國籍主教及方濟會會士。曾被中國政府委任為任宜昌教區主教，因此被教宗開除教籍，晚年獲赦免及認可成為主教。

## 生平
張鳴謙出生於1917年10月26日在中華民國湖北省荊門市沙洋縣蛟尾鎮。1924年在家鄉讀私塾。1936年到宜昌市文都中修學院學習。1938年進入漢口方濟會總修院。1944年晉鐸後，回到宜昌教區，並接受醫學訓練。1947年，出任荊門市十里鋪鎮九堰堂區主任司鐸，並開辦有安多診所。後在醫院工作。
1949年10月1日，中國共產黨在中國大陸地區建立中華人民共和國，開始針對天主教進行宗教迫害及打壓，教會學校被迫交由政府管理。1950年11月18日，宜昌教區主教顧學德因病去世。張鳴謙選擇與政府合作，且加入後來由中國官方成立的中國天主教友愛愛國會。
1959年8月15日，在中國政府控制的中國天主教友愛國會的推動下，未獲聖座准許，由中國政府委派的漢口總教區主教董光清主禮自選自聖張鳴謙晉牧。事後張鳴謙因為自選自聖違反《天主教法典》被教宗開除教籍。
1966年至1979年文化大革命期間，所有宗教活動停止。張鳴謙被投入勞改營，但由於他的醫術技能避免勞動，而在服刑期間在醫院工作。1978年獲張鳴謙釋後返回教區。他一直從事醫學工作，將其收入用作修院經費。晚年，張鳴謙獲教宗赦免及認可成為主教。
2001年，張主教因患糖尿病、高血壓和心臟病等疾病長期住院，教區工作由呂守旺神父協助管理。
2005年7月24日，張鳴謙主教在中國湖北宜昌去世，享年87歲。張主教的葬禮於7月26日在宜昌聖方濟各主教座堂舉行。